# Fédération américaine de rugby à XV
La Fédération américaine de rugby (officiellement en anglais : USA Rugby, en forme longue United States of America Rugby Football Union Ltd.) est l'instance qui régit l'organisation du rugby à XV aux États-Unis.

## Historique
La fédération américaine de rugby est créée en 1975.
Elle devient ensuite en mars 1987 membre de l'International Rugby Board, organisme international du rugby,. Elle intègre en 1988 la Fédération internationale de rugby amateur, jusqu'en 1999, date à laquelle cette dernière réduit son périmètre d'action au continent européen.
Le Comité olympique des États-Unis reconnaît en 2011 la fédération américaine de rugby en tant que membre permanent, soit deux ans après l'officialisation du retour du rugby au programme des Jeux olympiques.
Le 30 mars 2020, la fédération se déclare en situation de banqueroute afin de prévenir les difficultés financières dues à la pandémie de maladie à coronavirus, d'après le chapitre 11 du Code des États-Unis.

## Divisions administratives
USA Rugby regroupait sept divisions administratives territoriales (Territorial Unions). Chacune d'entre elles était elle-même divisée en syndicats locaux (Local Area Unions) : il existe actuellement 34 LAU's.
Les 7 divisions étaient les suivantes:
- Mid-Atlantic Rugby Football Union (MARFU)
- Midwest Rugby Football Union (MRFU)
- Northeast Rugby Union (NRU)
- Pacific Coast Rugby Football Union
- Southern California Rugby Football Union
- USA Rugby South
- Western Rugby Football Union

Les treize GUs s'y sont substituées :
| Geographical Union   | Président(e)      | Adhésion | Zones                                                                   |
| -------------------- | ----------------- | -------- | ----------------------------------------------------------------------- |
| Capital              | Matthew Robinette | 09-2013  | Virginie, Maryland, District of Columbia                                |
| Carolinas            | Bob Davis         | 01-2013  | Caroline du Nord, Caroline du Sud                                       |
| Eastern Pennsylvania | Frank Lentz       | 09-2013  | Pennsylvanie, Delaware, New Jersey                                      |
| Empire               | Ken Pape          | 01-2013  | État de New York, New Jersey                                            |
| Florida              | Kerri O’Malley    | 09-2013  | Floride                                                                 |
| Mid-America          | Kjrsten Abel Ruch | 09-2013  | Dakota du Sud, Nebraska, Kansas, Oklahoma, Missouri                     |
| New England          | Neil Foley        | 01-2013  | Vermont, Maine, New Hampshire, Rhode Island, Connecticut, Massachusetts |
| Northern California  | Ben Parker        | 09-2013  | Californie, Nevada                                                      |
| Pacific Northwest    | Tanner Lemmon     | 09-2013  | Oregon, Idaho, État de Washington                                       |
| Rocky Mountain       | Rich Cortez       | 2014     | Colorado, Wyoming, Utah                                                 |
| Southern California  | Geno Mazza        | 01-2013  | Californie, Arizona, Nouveau-Mexique                                    |
| Texas                | Kirk Tate         | 01-2013  | Texas                                                                   |
| True South           | Peter Steyn       | 01-2013  | Arkansas, Louisiane, Alabama, Tennessee, Mississippi                    |

## Liste des présidents
- Victor Hilarov (1975-1979)
- Richard Moneymaker (1979-1981)
- David Chambers (1981-1983)
- Robert Watkins (1983-1987)
- Terry Fleener (1987-1989)
- Robert Watkins (1989-1991)
- Ian Nixon (1991-1994)
- John D'Amico (1994-1996)
- Gene Roberts (1996-1998)
- Anne Barry (1998-2002)
- Neal Brendel (2002-2006)
- Robert Latham (2006- )